# Массандровский пляж
Масса́ндровский пляж — пляжный комплекс в Ялте на Черноморском побережье. Назван по местности Массандра. Вытянут на 500 метров вдоль берега и включает в себя несколько пляжей и ресторанов. В 2010 году стал первым пляжем в Крыму, который получил престижную экологическую премию Голубой флаг.

## Структура пляжа
Пляж поделён бетонными бунами на шесть секторов, что позволяет администрации называть их шестью самостоятельными пляжами. Три из них — безымянные, ещё три имеют свои названия и концепцию.
На пляжах оборудовано несколько кафе и ресторанов, в том числе круглогодичные, бассейн с проточной горной водой, душ, туалет, детская и спортивная площадки.
Полезная территория пляжа расширена за счёт использования так называемых «террас» — специальных строений, расположенных над водой. Часть отдана под зоны для загара, на других организовано обслуживание посетителей кафе.
Пляж — галечный, однако до воды можно дойти по специально оборудованным деревянным дорожкам.

## «Голубой флаг»
Фонд экологического образования в 2010 году присудил премию «Голубой флаг» Массандровскому пляжу, как пляжу, вода на котором отвечает высоким стандартам качества и пригодна для безопасного купания. Аналогичную премию в Крыму получал лишь пляж отеля «Аквамарин» в Севастополе.

## Посещение пляжа
Вход на территорию пляжа бесплатный. За дополнительную плату организована аренда шезлонгов, зонтиков и другого инвентаря.